# Елизабета Дос-Келнер
Елизабета Дос-Келнер (рођена 16. јануара 1966) је аустријска параолимпијска алпска скијашица. Представљала је Аустрију у параалпском скијању на Зимским Параолимпијским играма 1988. и Зимским Параолимпијским играма 1994. године . Освојила је четири медаље: три златне и једну сребрну.

## Каријера
Наступила је на Зимским параолимпијским играма 1988. у Инзбруку, у категорији Б2, Келнер је освојила две златне медаље: у велеслалому (са временом 1:58,27), и спусту (трка је завршена 0:53,24).
Такмичила се на Зимским параолимпијским играма 1994. у Лилехамеру у Норвешкој. Освојила је злато у велеслалому Б1-2 (постигла време 2:50,31), и сребро у алпској супер комбинацији Б1-2, за 1:18,89.